# 格拉茨高地

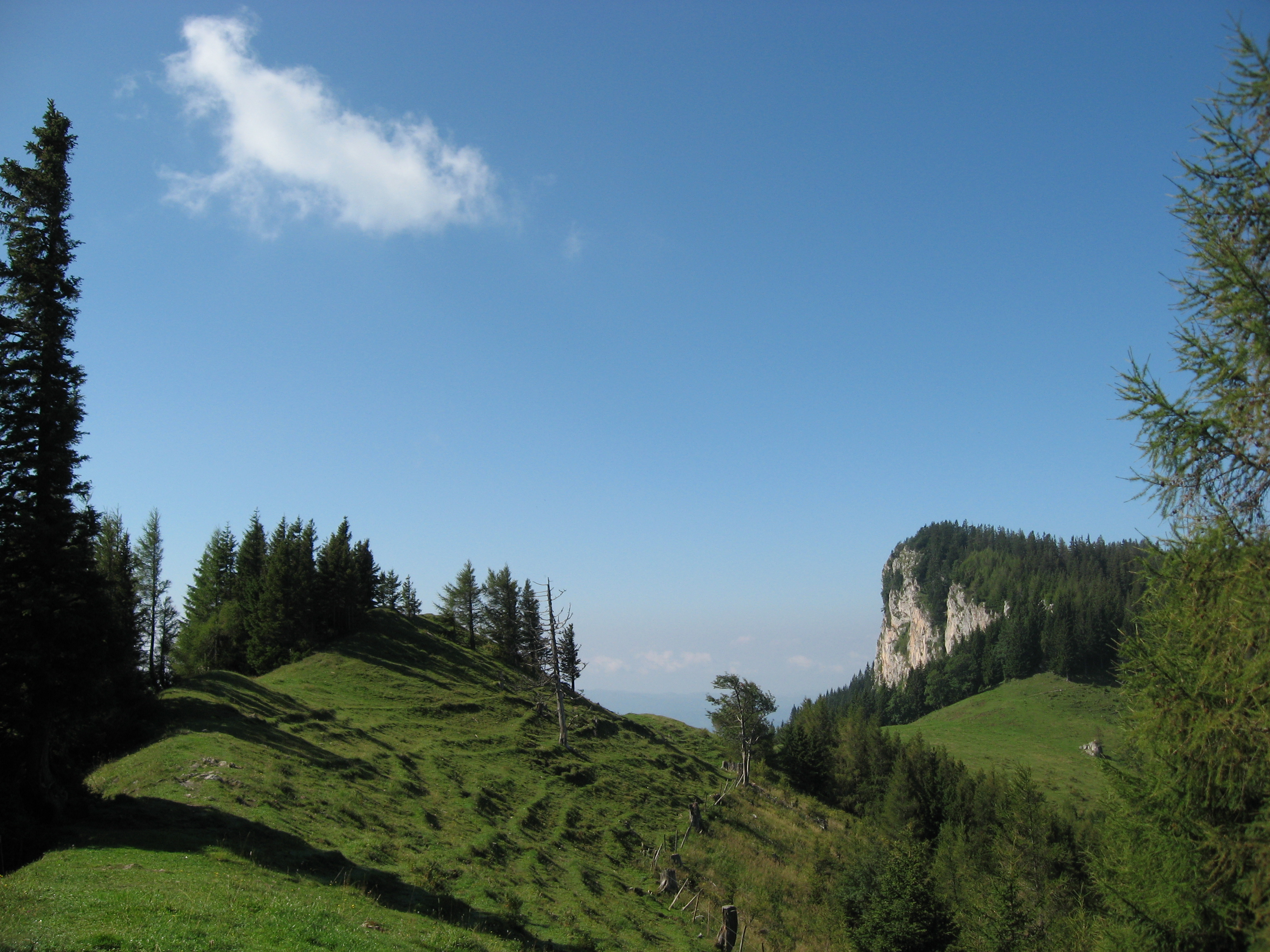

47°21′46″N 15°25′27″E / 47.36278°N 15.42417°E
格拉茨高地（德語：Grazer Bergland），是奧地利的山峰，位於該國東南部，由施泰爾馬克州負責管轄，屬於穆爾以東前阿爾卑斯山脈的一部分，最高點霍赫蘭奇山海拔高度1,720米。